# Råsundastadion
Das Råsundastadion (voller Name: Råsunda fotbollsstadion) war ein schwedisches Fußballstadion. Es lag in Solna, einer Gemeinde in der Provinz Stockholms län. 75 Jahre nach der Einweihung im Jahr 1937 wurde das Stadion von November 2012 an bis in das Jahr 2013 abgerissen.
Am 29. Juni 1958 war das Stadion Spielstätte des Endspiels um die Weltmeisterschaft von 1958. Brasilien besiegte hier vor 51.800 Zusehern Gastgeber Schweden mit 5:2 und gewann damit zum ersten Mal den Titel.
Der Zuschauerrekord von mehr als 52.000 wurde im September 1965 aufgestellt, als beim entscheidenden Qualifikationsspiel für die Weltmeisterschaft in England 1966 Schweden gegen Westdeutschland nach Führung durch Torbjörn Jonsson und Gegentreffern von  Uwe Seeler und Werner Krämer mit 1:2 verlor.

## Geschichte
Bereits seit 1910 befand sich am Ort des heutigen Stadions ein kleineres Stadion, der Råsunda IP, das 12.000 Zuschauern Platz bot. Es war unter anderem während der Olympischen Sommerspiele 1912 Austragungsort einiger Fußballspiele. Das 1937 eingeweihte neue Råsundastadion war in Besitz des Svenska Fotbollförbundet und die schwedische Fußballnationalmannschaft der Männer trug bis 2012 hier ihre Heimspiele aus. Darüber hinaus wurden alle Spiele des AIK Solna sowie alle Derbys der Stockholmer Mannschaften aus der Allsvenskan, der ersten schwedischen Fußballliga, ausgetragen.
Das erste Spiel fand schon vor der Eröffnung statt. Am 18. April 1937 empfing AIK Solna den Malmö FF. Die Gastgeber siegten mit 4:0 Toren. Zur offiziellen Einweihung traf die Mannschaft von Schweden auf England (0:4). Ursprünglich fasste das Stadion 40.000 Zuschauer, wurde aber zur Fußball-Weltmeisterschaft 1958 umgebaut, um etwa 50.000 Zuschauer zu beherbergen. Es wurde u. a. auch das Endspiel des WM-Turniers im Råsundastadion ausgetragen. 1995 war das Stadion außerdem Spielort des Finales der Frauenweltmeisterschaft 1995. Es ist das erste Stadion in dem sowohl ein Endspiel der Männer- wie auch eines der Frauen-Fußball-Weltmeisterschaft ausgetragen wurde.
Der Zuschauerrekord stammte vom 26. September 1965. Die Spielstätte war zum WM-Qualifikationsspiel Schweden gegen Deutschland mit 52.943 Fans gefüllt. Die höchste Besucherzahl eines Ligaspiels wies die Partie vom 11. Oktober 1959 zwischen Djurgårdens IF und IFK Göteborg aus. Das Spiel führte 48.894 Zuschauer in das Råsundastadion. Zum Schluss bot es jedoch nur noch 36.608 Plätze. Am 15. August 2012 fand mit dem Spiel Schweden gegen Brasilien, in Erinnerung an das WM-Finale 1958, das letzte Länderspiel im Råsundastadion statt. Von Dezember 2009 bis Oktober 2012 wurde der ebenfalls in Solna gelegene Nachfolger Friends Arena errichtet, einen knappen Kilometer nordöstlich des alten Stadions.
Am Tag nach dem letzten Gruppenspiel der UEFA Europa League zwischen AIK Solna und dem SSC Neapel (1:2) am 22. November 2012, bei dem es eine Abschiedschoreographie seitens der AIK-Fans gab, begannen die Abrissarbeiten am alten Nationalstadion. Unmittelbar nach Spielende sicherten sich Fans bereits zahlreiche Erinnerungsstücke und durften zu diesem Zweck zudem am Folgetag ein letztes Mal in die alte Spielstätte.
Auf dem alten Stadiongelände sollen 700 Wohnungen und 19.000 Quadratmeter Bürofläche entstehen.

## Tribünen
- Gesamtkapazität: 36.608 Plätze
- Westtribüne: 3.545 Plätze
- Nordtribüne, Oberrang: 3.502 Plätze
- Nordtribüne, Unterrang: 8.042 Plätze
- Osttribüne, Oberrang: 5.387 Plätze
- Osttribüne, Unterrang: 3.621 Plätze
- Südtribüne, Oberrang: 3.635 Plätze
- Südtribüne, Unterrang: 8.332 Plätze
- Behindertenplätze: 38 Plätze
- Logenplätze: 309 Plätze
- Pressetribüne: 197 Plätze

## Galerie

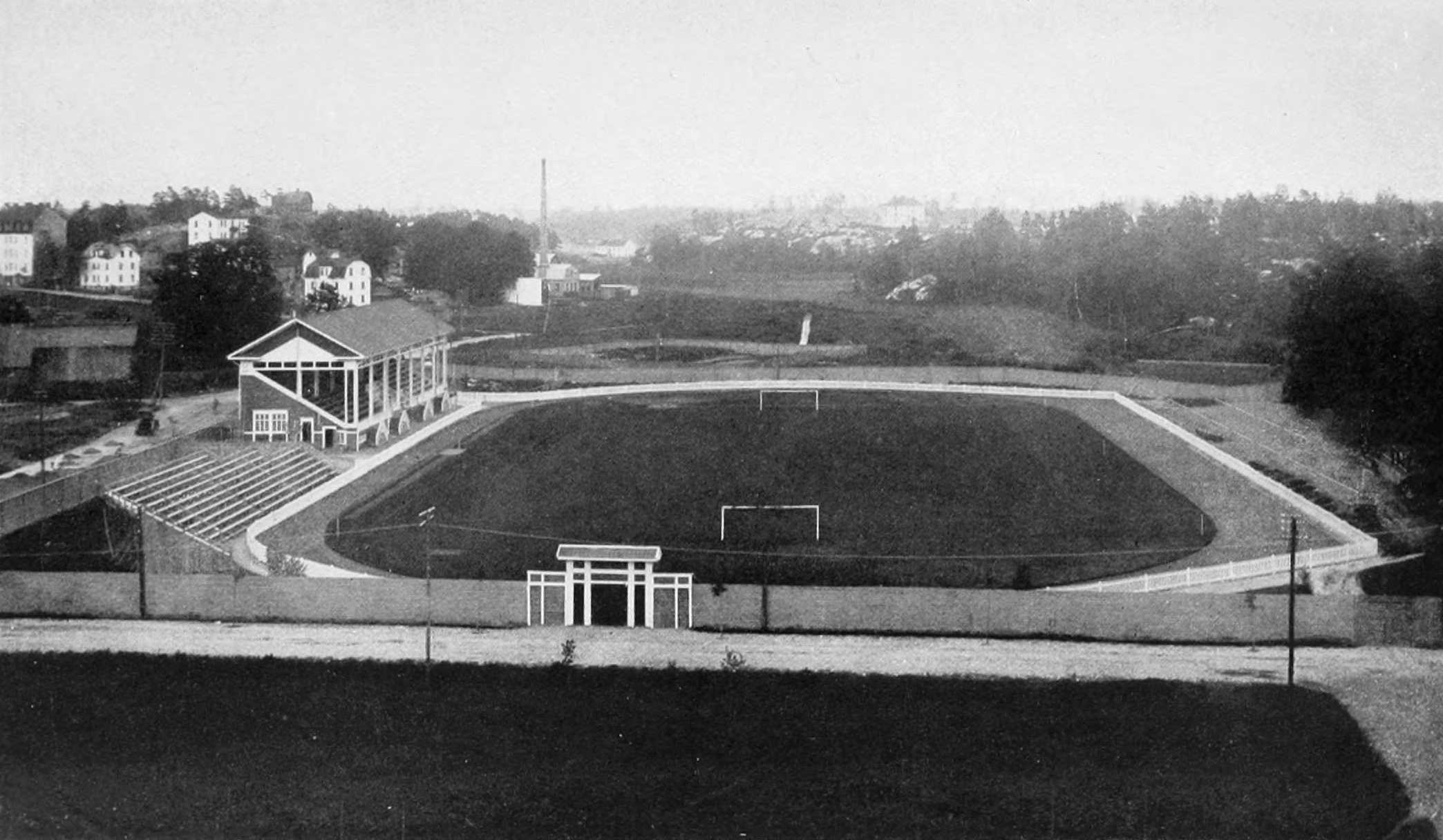
Råsunda Idrottsplatts – vorheriges Stadion (Foto von 1912)
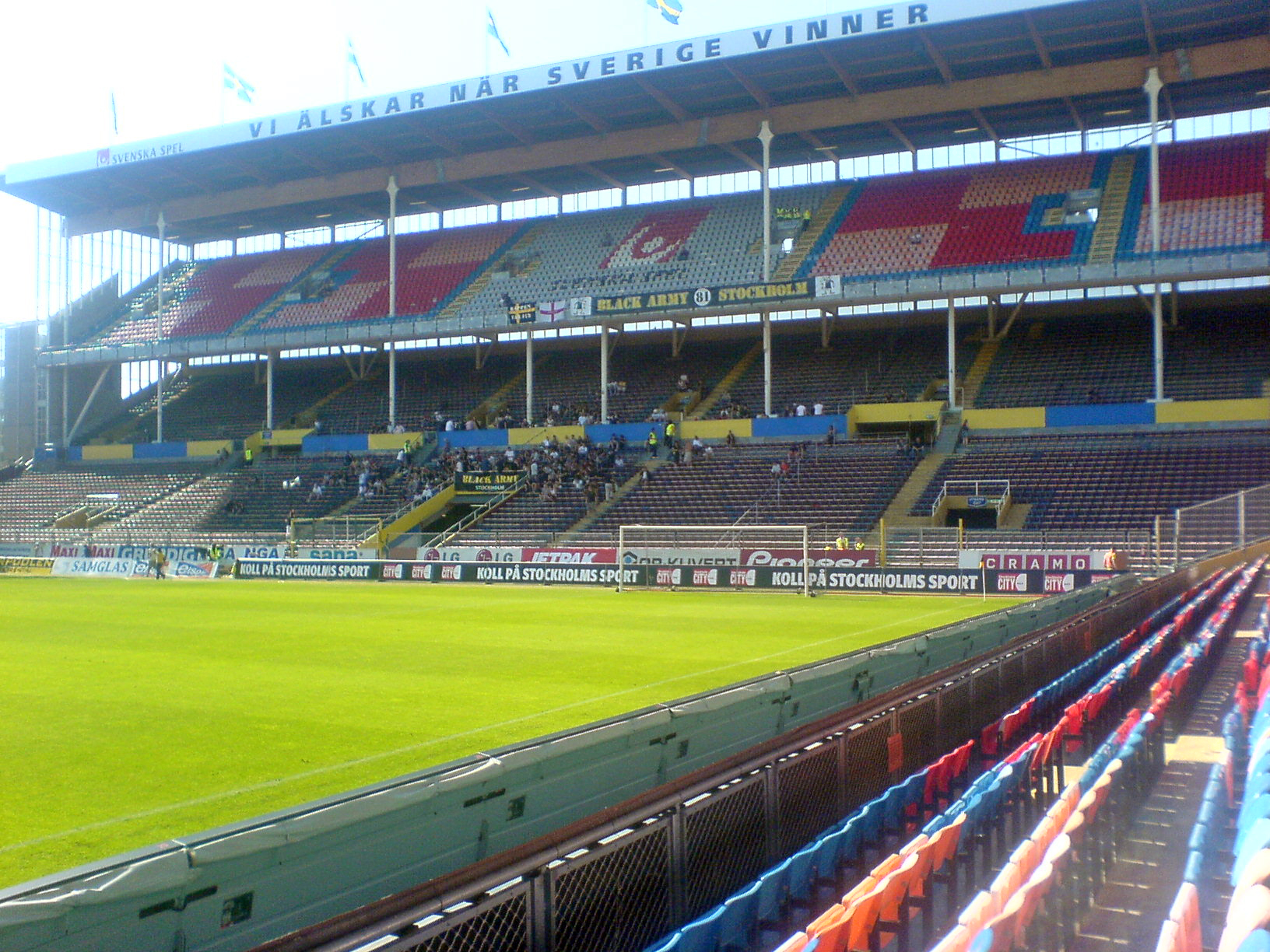
Nordtribüne
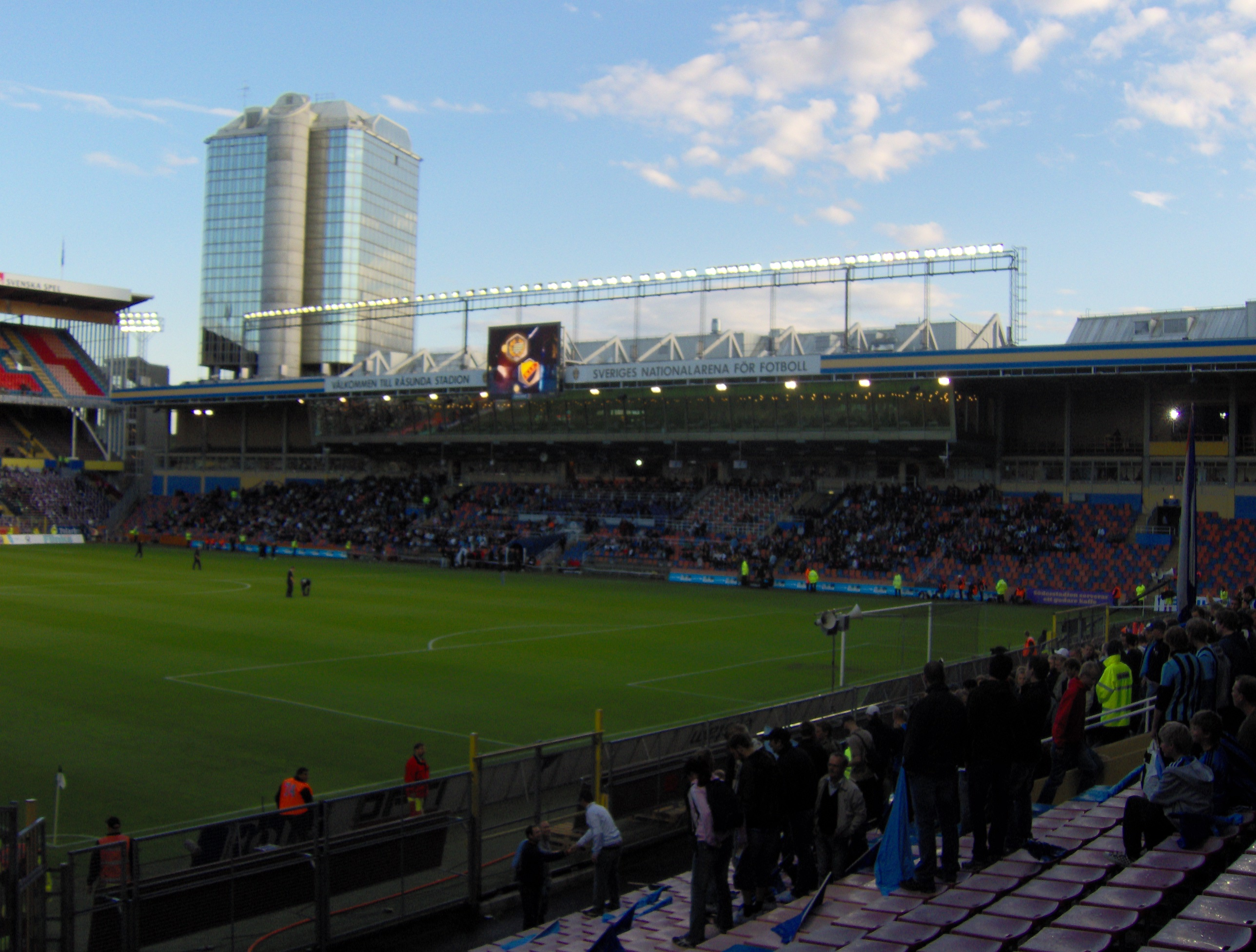
Westtribüne
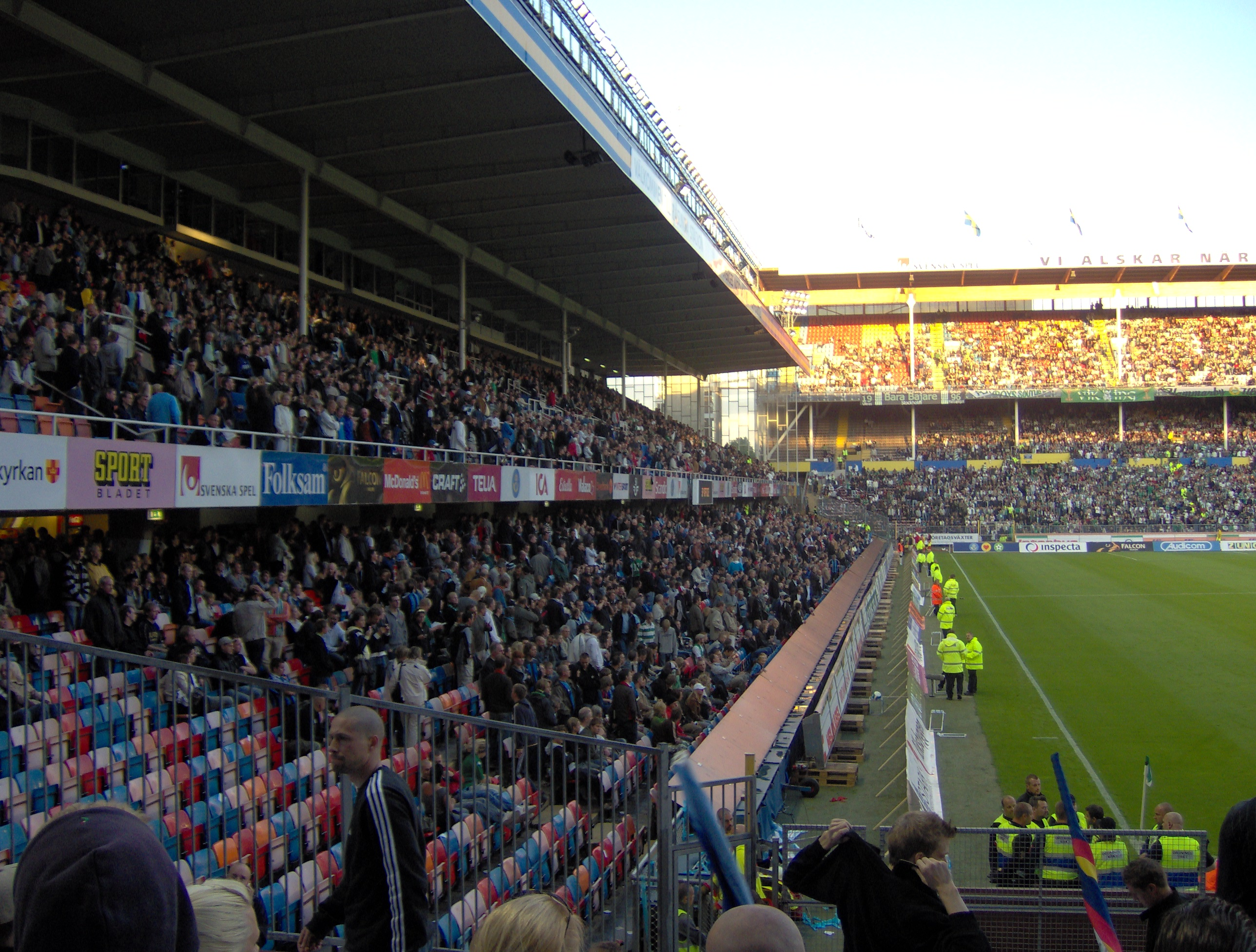
Osttribüne (links)
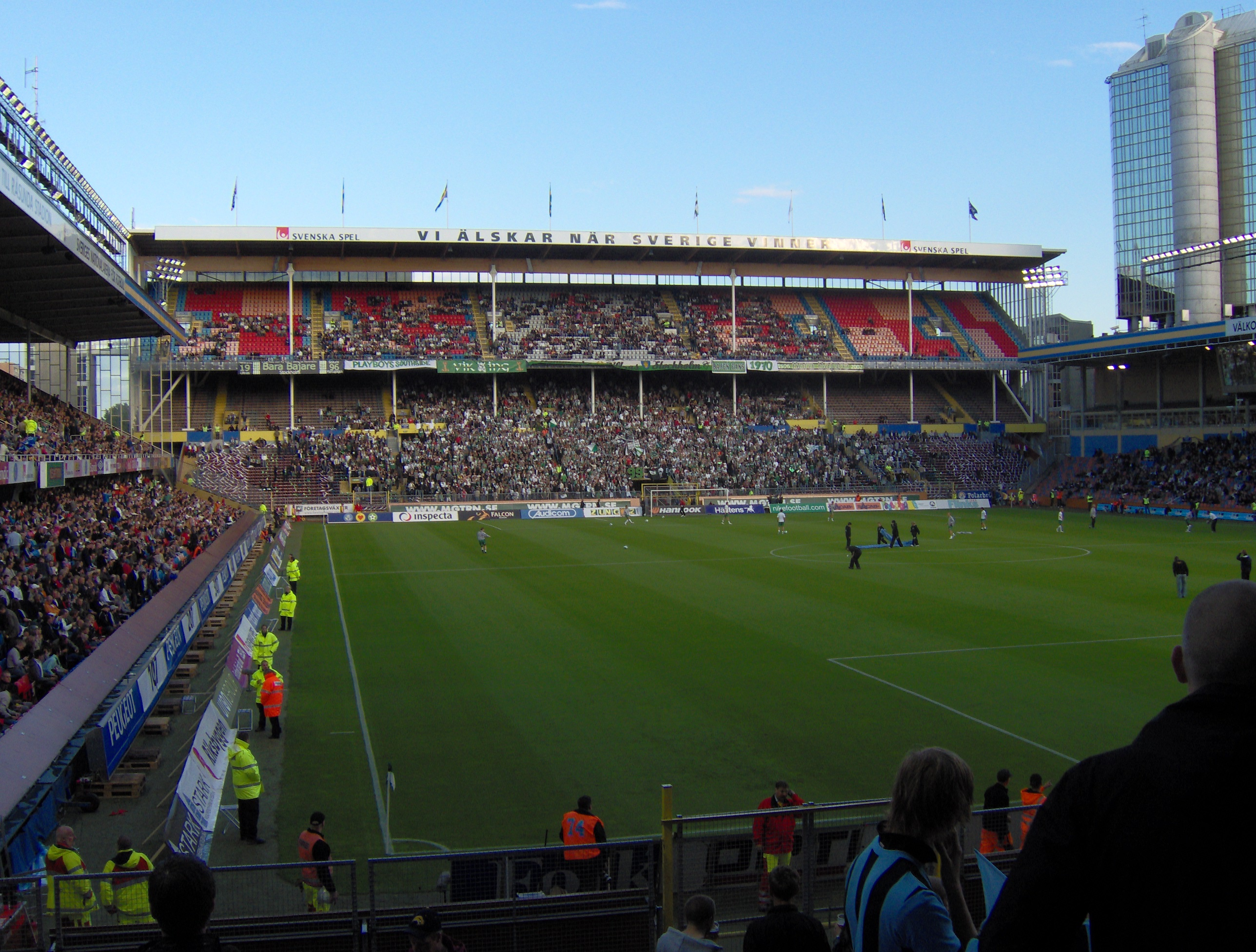
Südtribüne
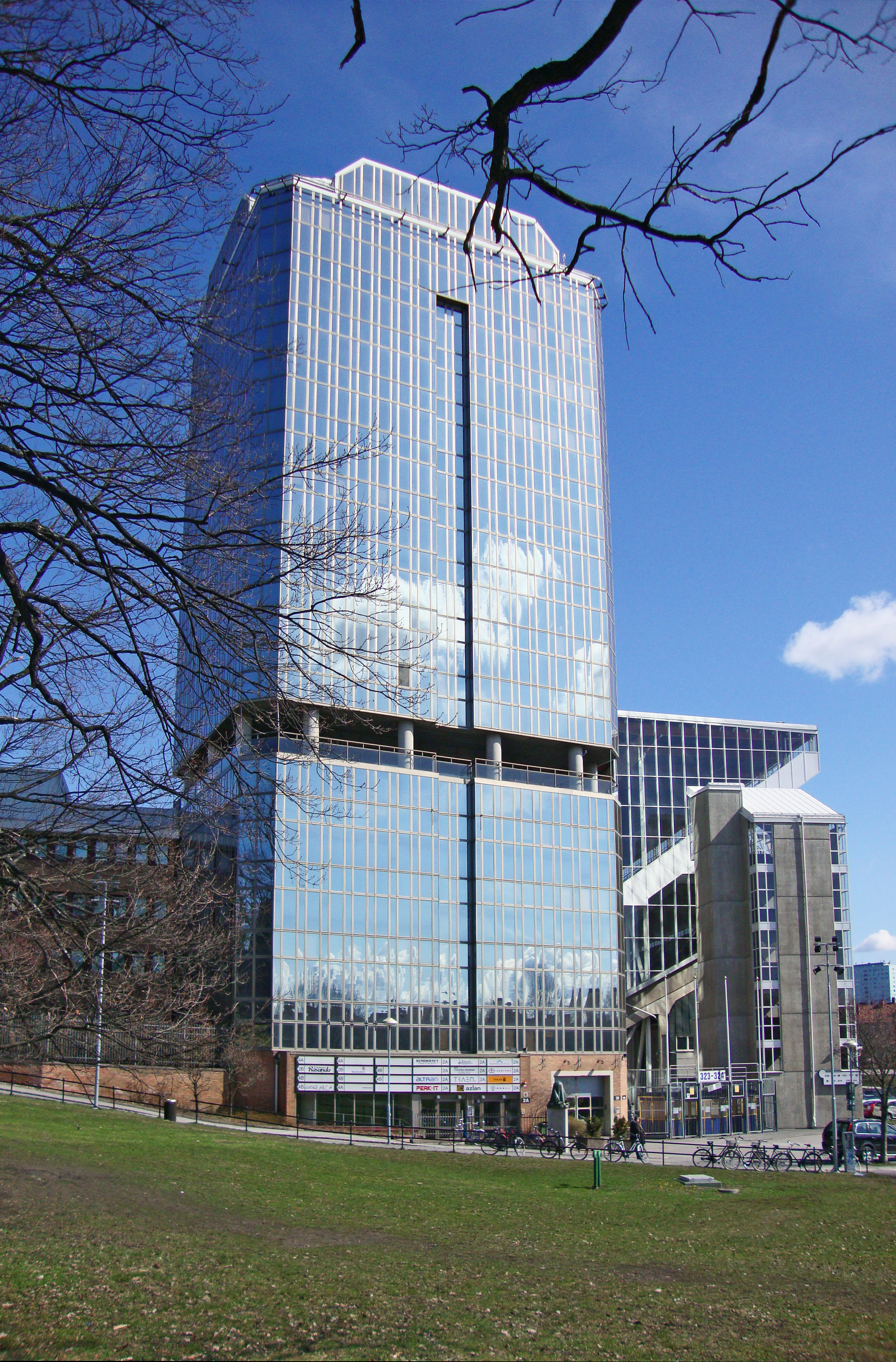
Das Bürohochhaus an der Südwestecke des Stadions
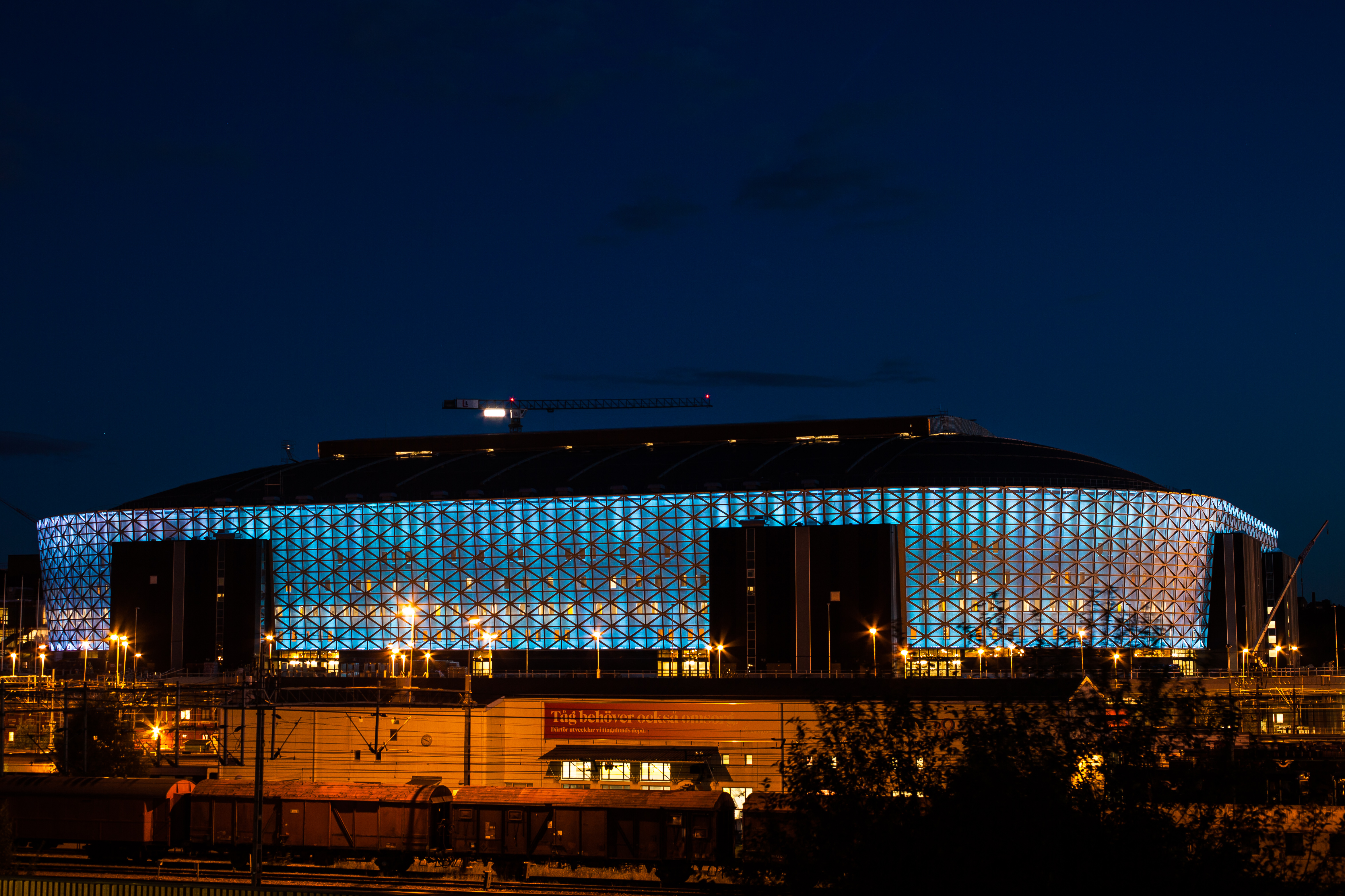
Die Friends Arena ist der Nachfolger des Råsundastadions